# Dicyema platycephalum
Dicyema platycephalum är en djurart som tillhör fylumet rhombozoer, och som beskrevs av Penschaszadeh 1969. Dicyema platycephalum ingår i släktet Dicyema och familjen Dicyemidae. Inga underarter finns listade i Catalogue of Life.